# Collicello
Collicello è una frazione del comune di Amelia (TR).
Il paese si trova su un piccolo colle, a 435 m s.l.m., a 15 km di distanza dal capoluogo e al confine con il territorio di Todi, a guardia dell'antica via Amerina. Secondo i dati comunali Marzo 2019, il paese è occupato da 186 abitanti.

## Storia
Il nome deriva dalla posizione occupata dal paese, su una collina ricca di boschi. Il fatto di trovarsi al confine tra gli ambiti territoriali di Amelia e Todi, lo ha reso nei secoli preda ambita; subì, infatti, parecchie devastazioni (soprattutto nel XV secolo) a causa delle lotte tra i guelfi Atti ed i ghibellini Chiaravalle.
I lanzichenecchi diretti a Roma saccheggiarono il borgo nel 1527.
Solo dopo la Restaurazione entrò a far parte definitivamente dei possedimenti amerini.
Fu rifugio dopo l'8 settembre 1943 di Piero Calamandrei. Successivamente la nipote di quest'ultimo assieme al marito, lo storico Giuliano Procacci, lo frequentarono lungamente nelle vacanze ristrutturando anche l'antica torre medievale. Anche il senatore Alfredo Reichlin lo elesse a suo luogo di riposo.

## Economia e manifestazioni
Nella seconda metà di luglio, in occasione della festa patronale, si svolge la Sagra della Fava Cottóra dell'Amerino, riconoscimento del presidio Slow Food, con degustazioni di piatti tipici della tradizione culinaria locale. La Fava Cottóra, detta anche mezza fava per le piccole dimensioni, non è una qualità ma un ecotipo selezionato storicamente dagli abitanti di Collicello, ed è chiamata così per la sua caratteristica di cuocere bene ed in fretta.
È punto tappa del Cammino di Germanico.

## Monumenti e luoghi d'arte
- Il Castello medievale, con la cerchia muraria, la porta d'ingresso (con arco a tutto sesto) e ben otto torri medievali a base quadrata (alcune delle quali sono merlate), in buono stato di conservazione;
- Chiesa di S. Giovanni Evangelista;
- Chiesa della Madonna delle Grazie, poco distante dal paese, contenente affreschi del XV secolo;
- Rocca del castello dei Chiaravalle, in località Canale a circa 400 m dalle mura del paese;
- Ruderi dello Speco di S. Francesco, in località Galisciano; si tratta di un monastero francescano (prima benedettino) dove sembra che abbia sostato lo stesso Francesco;
- la via Turrida, che collega al paese di Castel dell'aquila, così denominata per la presenza di varie torri ai lati della stessa nelle località casette, rocchetta, angeletti, ospedaletto;
- Resti di una villa romana, in località Le Muraccia;
- Percorso circolare di Collicello, un sentiero panoramico che permette di osservare i quattro punti cardinali.

## Sport
Dal 2000 ospita un percorso naturalistico che si snoda nei boschi delle colline circostanti con partenza ed arrivo nella piazza del borgo. Il percorso segnalato da apposite indicazioni è aperto a tutti (podisti e ciclisti) dal primo febbraio al 30 settembre. Nel mese di giugno si svolge una duplice passeggiata ecologica podistica su tale percorso in versione diurna e notturna.
- Trekking
- Mountain bike

## Galleria d'immagini

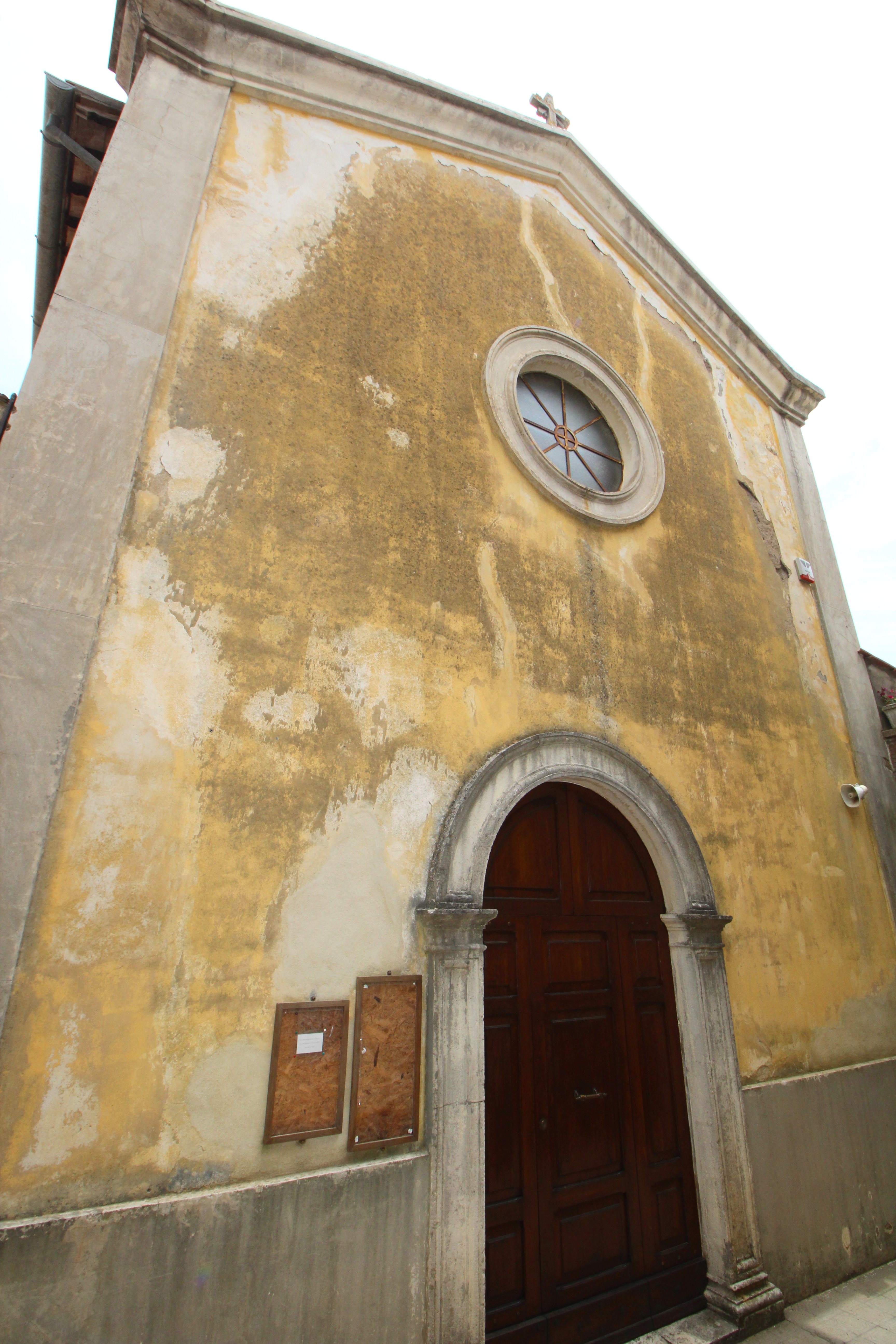
San Giovanni Evangelista
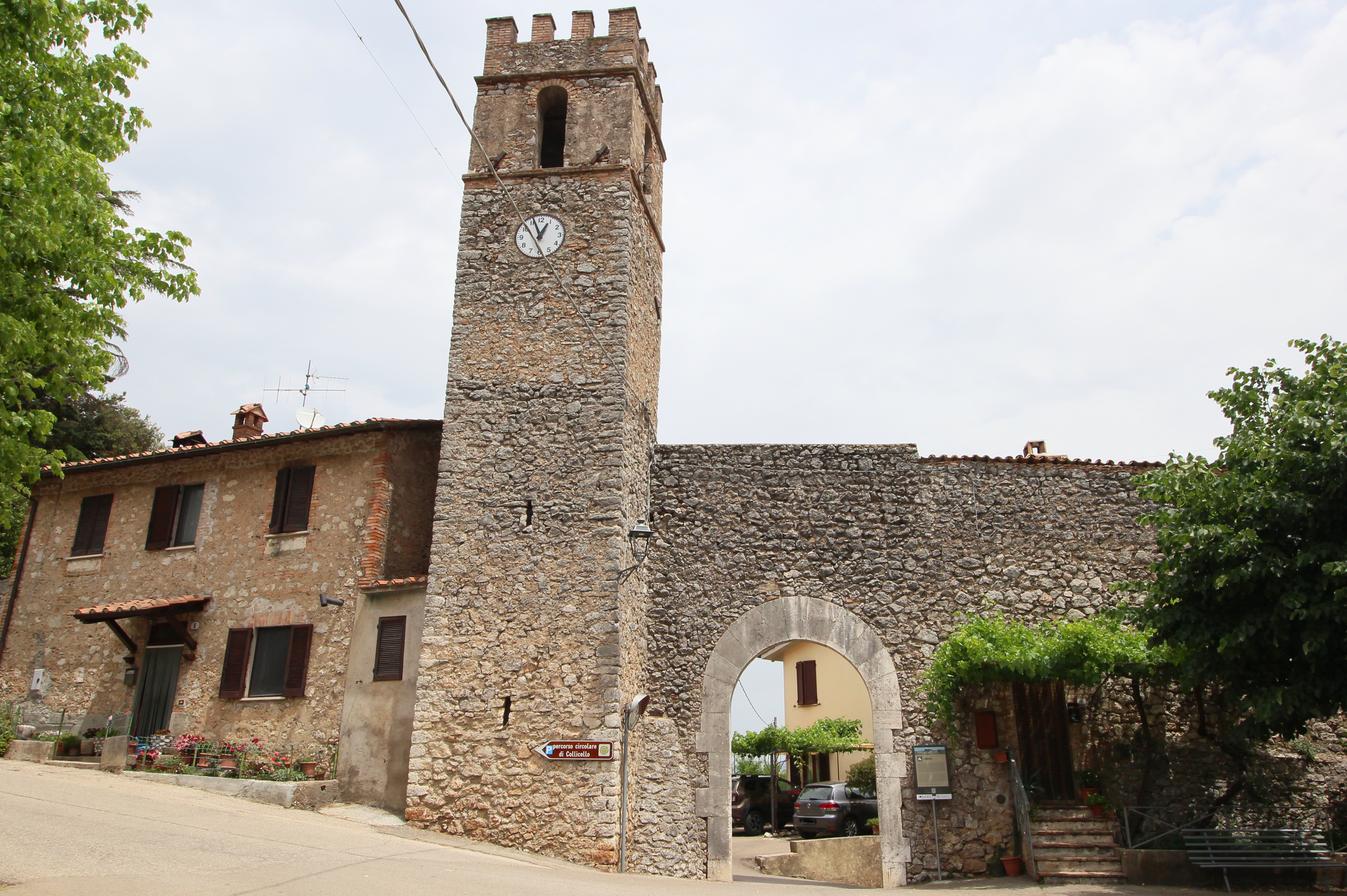
Porta nuova
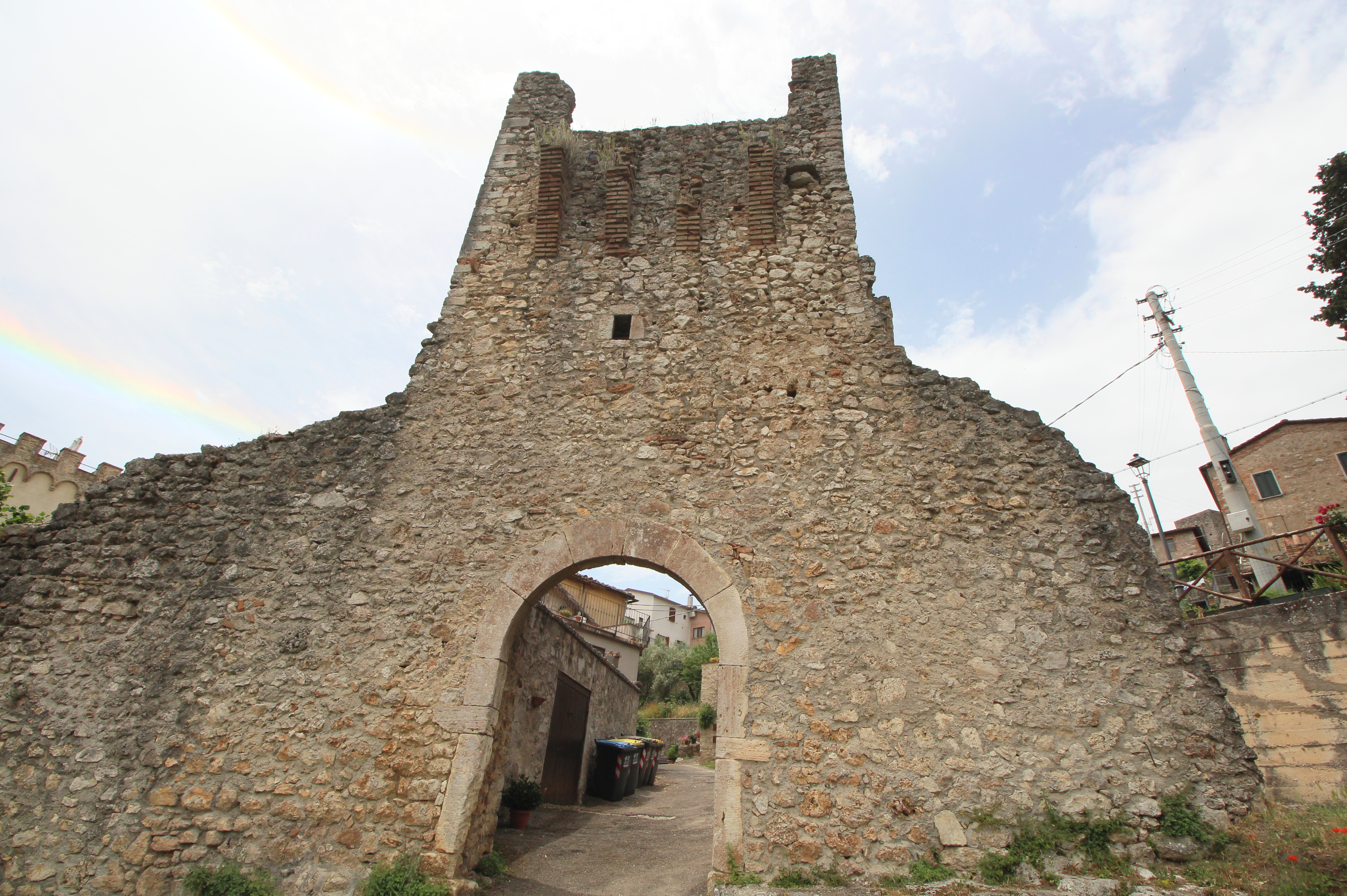
Porta vecchia
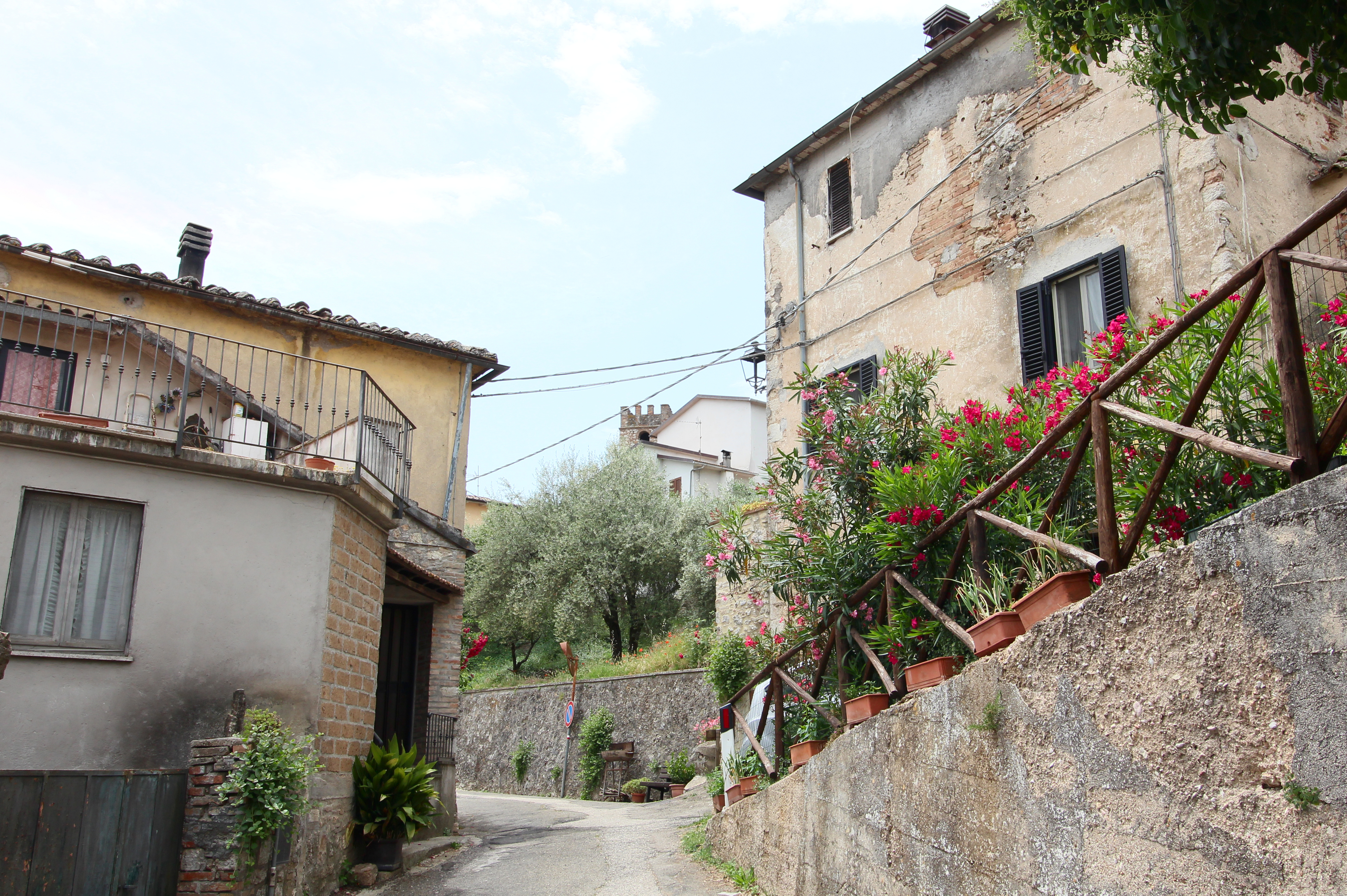
Borgo
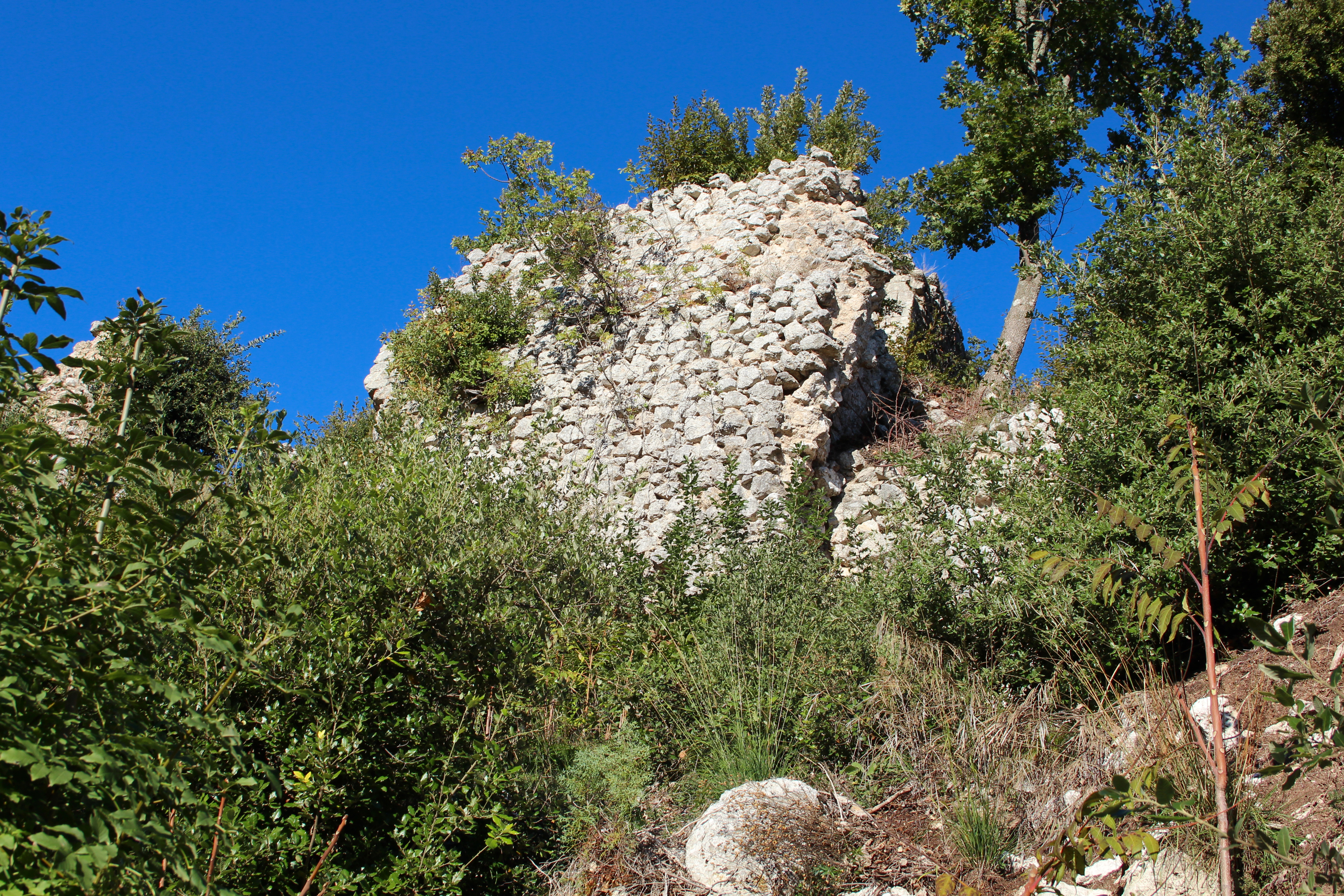
Castello di Canale